# Harry Kumlien
Harry Kumlien, född 15 oktober 1917 i Stockholm, död 2005, var en svensk grafisk formgivare.
Han var son till Axel och Rut Kumlien samt barnbarn till Hjalmar Kumlien. Från 1944 var han gift med Malin Kumlien.
Kumlien studerade vid Skolan för bok- och reklamkonst.
Hans verk består av bokformgivning, ombrytning och emblemdesign.

## Verk i urval
- Seedorff Pedersen, Hans Hartvig (1959). De bevingade.
- Ragnar Blomquist (1951). Lunds historia.[1]
- Charles Lamb (1952). Essayer.[1]
- Quintus Flaccus Horatius (1956). Några oden och en epod.[1]
- Dietrich Bonhoeffer (1960). Motstånd och underkastelse. Brev och anteckningar från fängelset.[1]
- Sven Sandström (1962). Christian Berg, Livslinjer och formtankar. Med inledning av Gustaf Näsström. With summary in englisch.[1]
- Willy Schwabacher (1962). Grekiska mynt ur konung Gustaf VI Adolfs samling. Förord av N.L. Rasmusson.[1]
- Paul Britten Austin (1967). The life and songs of Carl Michael Bellman. Genius of teh Swedish Rococo.[1]
- Gunnar W. Lundberg (1972). Svenskt och franskt 1700-tal i Institut Tessins samlingar.[1]
- Åke Setterwall (1971). Stig Fogelmarck och Bo Gyllensvärd: Kina slott på Drottningholm.[1]
- Algot Werin (1952). Utfärd och hemfärd.[1]
- Homeros' Iliaden (1958). Översättning av Erland Lagerlöf, i bearbetning och med inledning av Gerhard Bendz.[1]
- Hugo Larsson (1958) Övningsexempel till tyska språkläran. I.[1]
- Sven E. Noreen (1963). ale. Historisk tidskrift för Skåneland.[2]
- Sven B. Ek (1970). Östra Torn.[3]
- Gösta Lilja (1957). Strindberg som konstkritiker.[4]